# Vipera lotievi
Vipera lotievi este o specie de șerpi din genul Vipera, familia Viperidae, descrisă de Nilson, Tuniyev, Orlov, Hoggren, Andren 1995. A fost clasificată de IUCN ca specie cu risc scăzut. Conform Catalogue of Life specia Vipera lotievi nu are subspecii cunoscute.

## Galerie

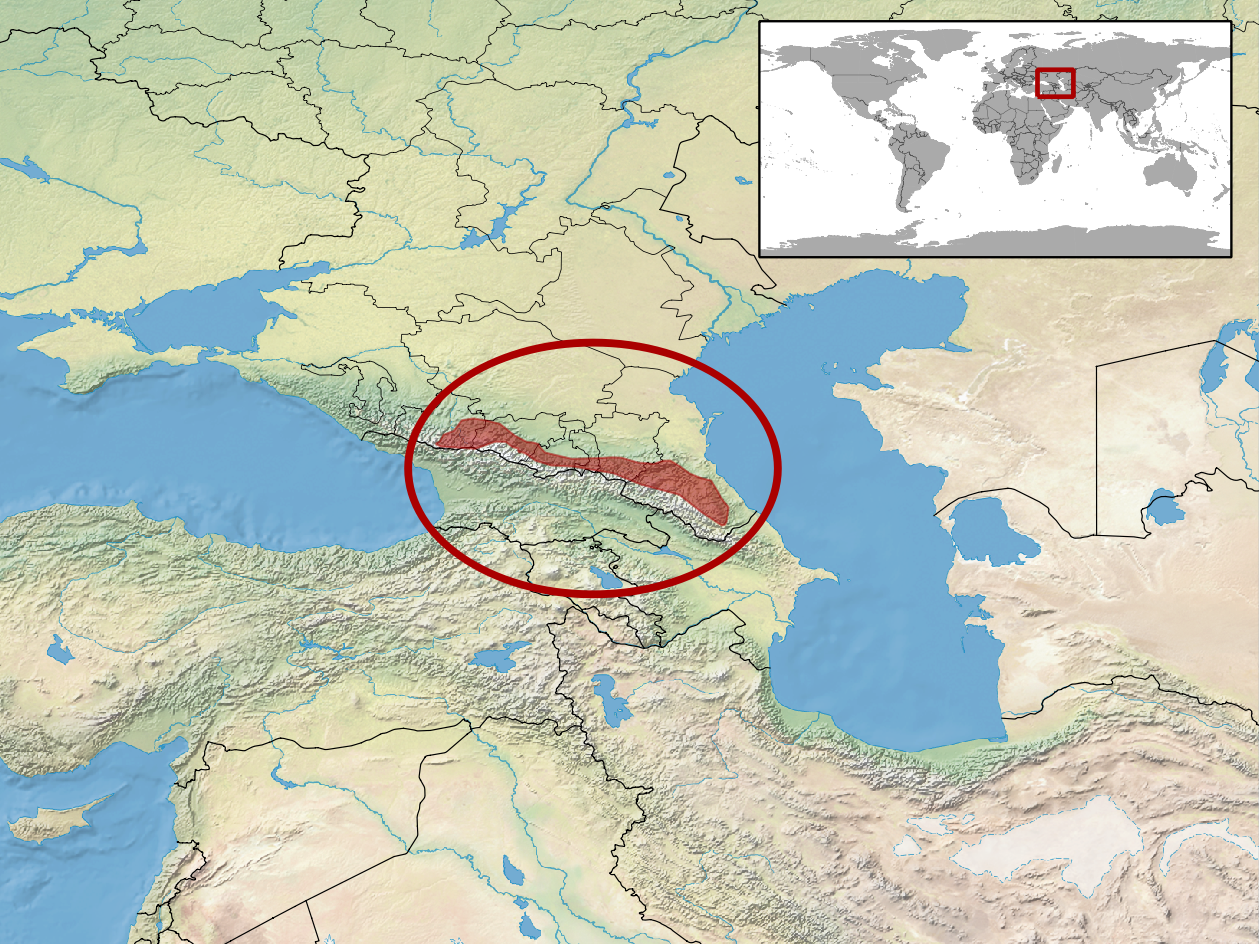